# 訃報 1975年10月
訃報 1975年10月（ふほう 1975ねん10がつ）では、1975年（昭和50年）10月中に物故した、又は物故が報じられた人物についてまとめる。

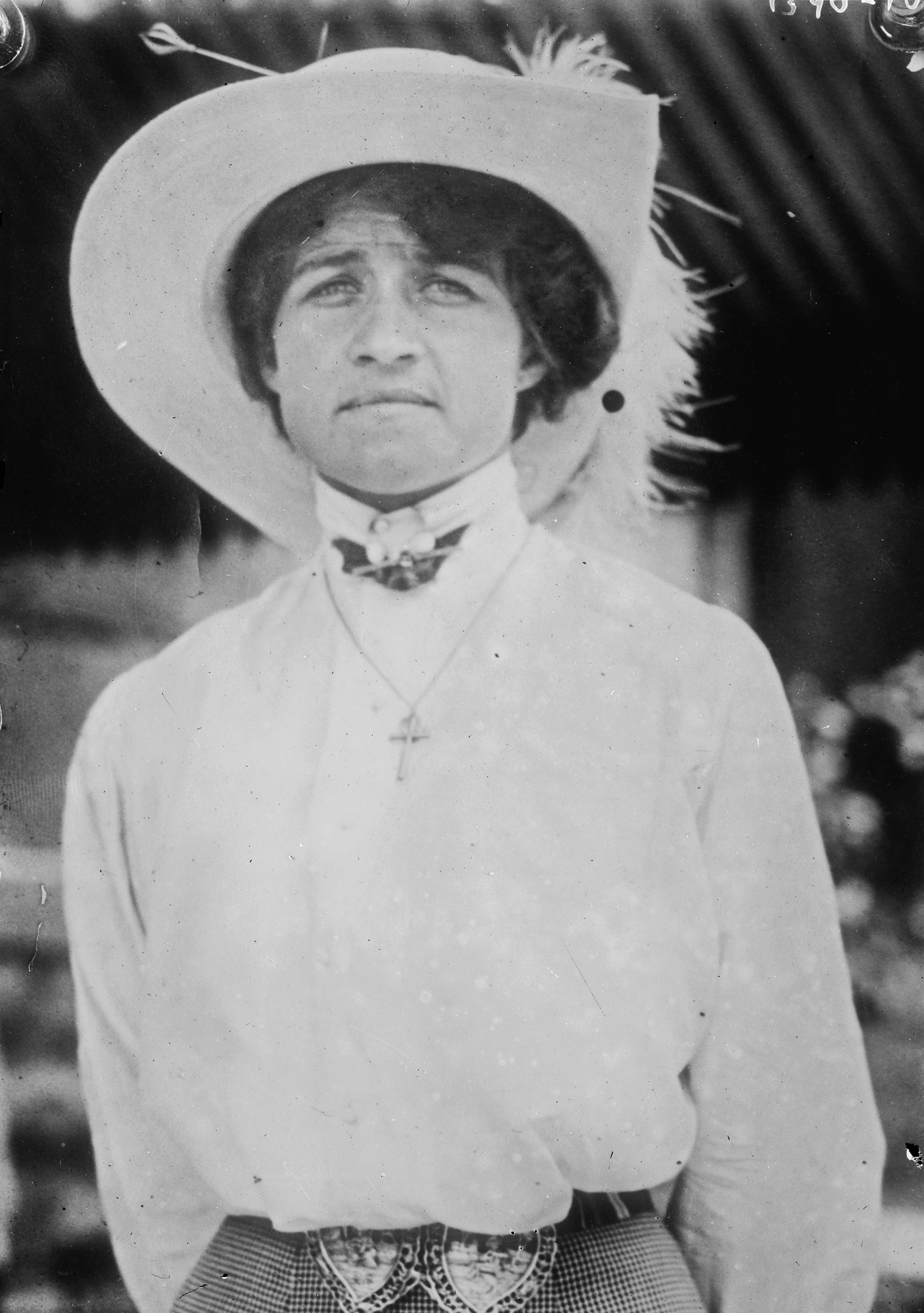
メイ・サットン / 10月4日没

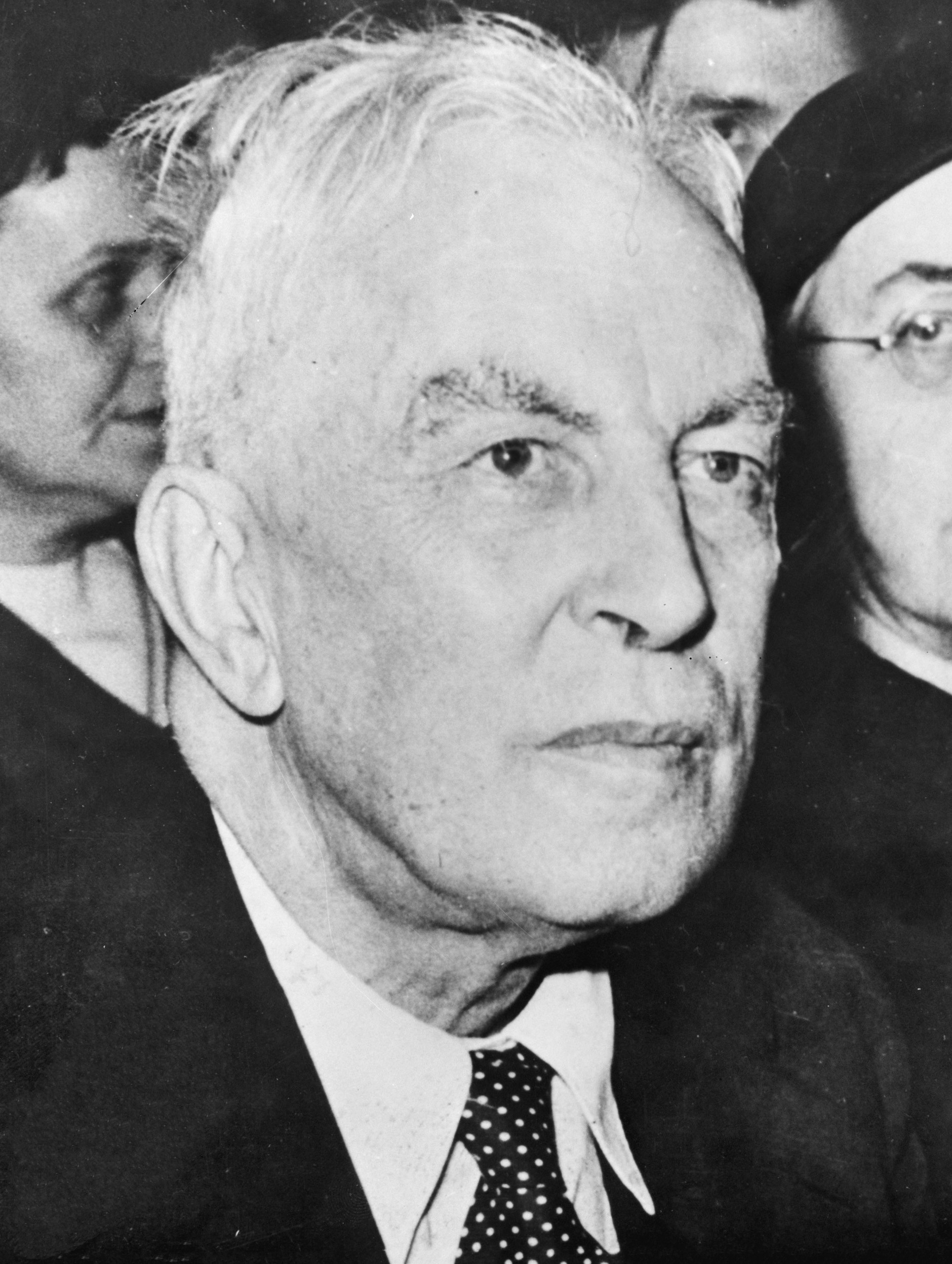
アーノルド・J・トインビー / 10月22日没

## （1日 - 15日）
- 10月4日 - メイ・サットン、テニス選手（* 1886年）
- 10月4日 - 大橋正雄、政治家（* 1918年）
- 10月5日 - 清水将夫、俳優（* 1908年）
- 10月6日 - 小圃千浦、画家・版画家（* 1885年）
- 10月7日 - 小山富士夫、陶磁器研究者・陶芸家（* 1900年）
- 10月9日 - 豊増昇、ピアニスト・音楽教育者（* 1912年）
- 10月9日 - 津田松苗、昆虫学者（* 1911年）
- 10月9日 - 林房雄、文芸評論家・作家（* 1903年）
- 10月13日 - 千葉省三、児童文学者（* 1892年）

## （16日 - 31日）
- 10月17日 - 篠原梵、俳人・編集者・出版者（* 1910年）
- 10月18日 - 正村竹一、実業家（* 1906年）
- 10月19日 - 遠藤湘吉、経済学者（* 1916年）
- 10月21日 - 長嶺亀助、軍人（* 1884年）
- 10月22日 - アーノルド・J・トインビー、歴史学者（* 1889年）
- 10月24日 - 清水比庵、歌人・書家・画家・政治家（* 1883年）
- 10月24日 - 稲庭桂子、紙芝居作家・童心社創業者（* 1916年）
- 10月25日 - 玉碇佐太郎、元大相撲力士（* 1901年）
- 10月25日 - 吉岡力、西洋史学者（* 1908年）
- 10月25日 - 郷倉千靭、日本画家（* 1892年）
- 10月27日 - 角川源義、俳人・角川書店創業者（* 1917年）
- 10月28日 - 石田あき子、俳人（* 1915年）
- 10月28日 - 高木貞二、動物心理学者（* 1893年）
- 10月28日 - 上原専禄、歴史学者（* 1899年）
- 10月29日 - 田尻愛義、外交官（* 1896年）
- 10月30日 - グスタフ・ヘルツ、物理学者（* 1887年）
- 10月31日 - 小林正次、技術者・工学博士（* 1902年）